# Jeanne Filleaul-Brohy
Jeanne Filleaul-Brohy (leánykori neve Haëntjens) (Párizs, 1867. január 1. – Le Loroux-Bottereau, Loire-Atlantique, 1937. április 20.) francia krokettjátékos. Egyike az első női olimpikonoknak.
Croquet (krokett) egyetlenegyszer volt a nyári olimpiákon, mégpedig az 1900. évi nyári olimpiai játékokon.
Egylabdás egyéniben az első körben kiesett. Kétlabdás egyéniben szintén az első körben esett ki.
A versenyeken indult három rokona is: Marcel Haëntjens az öccse volt, Marie Ohier és Jacques Sautereau pedig az unokatestvérei.